# Büşra Barut
Büşra Barut (* 20. Mai 1997 in Ganløse) ist eine dänisch-türkische Fußballspielerin.

## Karriere

### Verein
Barut begann ihre Karriere 2016 beim dänischen Verein Brøndby IF, wo sie bis 2018 spielte. In dieser Zeit absolvierte sie 20 Ligaspiele und erzielte 3 Tore. Anschließend wechselte sie zu FC Nordsjælland.

### Nationalmannschaft
Ursprünglich spielte Barut für die
dänische U19-Nationalmannschaft und nahm an den Qualifikationsspielen zur UEFA U19-Europameisterschaft 2016 teil, bei denen sie ein Tor erzielte. Seit 2019 ist sie Teil der
türkischen Frauenfußballnationalmannschaft und wurde für die Qualifikationsspiele zur UEFA Women's Euro 2021 nominiert.

## Privates
Barut besitzt sowohl die dänische als auch die türkische Staatsbürgerschaft. Im November 2021 gab sie ihre Beziehung mit dem dänischen Fußballspieler Joakim Mæhle bekannt.